# Liste des formations géologiques de (1) Cérès
On trouvera ci-dessous une liste des formations géologiques de (1) Cérès ayant reçu un nom officiel. La plupart d'entre elles ont été révélées grâce au satellite Dawn. 
Au 16 octobre 2015, 56 cratères, deux montes, deux catenae et un rupes ont été baptisés. Plusieurs taches claires (faculae), à l'origine encore mystérieuse, ont également été repérées à la surface de la planète naine.
Les thèmes utilisés pour nommer les caractéristiques de la surface de Cérès sont les suivants :
- cratères : dieux et déesses de l'agriculture et de la végétation dans les mythologies du monde (approuvé le 29 novembre 2014[3]) ;
- autres : noms de festivals de l'agriculture du monde (approuvé le 29 novembre 2014[3]).

## Liste des formations remarquables
| Nom               | Type     | Diamètre | Latitude du centre | Longitude du centre | Date d'approbation du nom | Origine du nom                                                                  |
| ----------------- | -------- | -------- | ------------------ | ------------------- | ------------------------- | ------------------------------------------------------------------------------- |
| Abellio           | Cratère  | 32       | 33.2               | 293.09              | 4 décembre 2015           | Abellio, dieu gaulois du pommier                                                |
| Achita            | Cratère  | 41       | 25.95              | 65.63               | 21 septembre 2015         | Achita, dieu nigérian de l'agriculture                                          |
| Ahuna Mons        | Mons     | 20       | -10.46             | 315.8               | 1er octobre 2015          | Festival sumi des moissons au Nagaland                                          |
| Annona            | Cratère  | 60       | -48.14             | 8.43                | 14 décembre 2015          | Annona, déesse romaine des cultures et de la récolte                            |
| Anura             | Cratère  | 38       | -14.03             | 11.44               | 1er octobre 2015          | Anura, esprit arawak des graines du tabac                                       |
| Aristaeus         | Cratère  | 35.8     | 23.43              | 97.68               | 16 septembre 2016         | Aristaeus, dieu grec de l'agriculture                                           |
| Asari (en)        | Cratère  | 52       | 82.6               | 320.1               | 3 juillet 2015            | Asari, dieu syrien de l'agriculture                                             |
| Attis             | Cratère  | 22       | -73.1              | 257.55              | 15 octobre 2015           | Attis, dieu grec et phrygien de la végétation et de la fertilité                |
| Aymuray Tholi     | Tholus   | 81       | 28.78              | 335.61              | 22 août 2016              | Festival quechua des récoltes au Pérou                                          |
| Azacca            | Cratère  | 50       | -7.21              | 218.05              | 1er octobre 2015          | Azacca, dieu haïtien de l'agriculture                                           |
| Baltay Catena     | Catena   | 83.5     | -49.34             | 274.49              | 20 juin 2016              | Festival mordve en Russie                                                       |
| Begbalel          | Cratère  | 102      | 17.71              | 325.35              | 16 septembre 2016         | Begbalel, dieu yap des champs de taro                                           |
| Belun             | Cratère  | 37       | -34.01             | 355.98              | 15 octobre 2015           | Belun, dieu biélorusse des champs                                               |
| Besua             | Cratère  | 17       | -42.67             | 299.95              | 15 octobre 2015           | Besua, dieu égyptien des grains                                                 |
| Bonsu             | Cratère  | 31       | 1.74               | 93.21               | 14 décembre 2015          | Bonsu, dieu batek des fruits et des fleurs                                      |
| Braciaca          | Cratère  | 8        | -22.77             | 84.37               | 16 septembre 2016         | Braciaca, dieu celte du malt                                                    |
| Cacaguat          | Cratère  | 13.6     | -1.19              | 143.6               | 16 septembre 2016         | Cacaguat, dieu nicaraguayen du cacao                                            |
| Centeotl          | Cratère  | 6        | 18.95              | 141.22              | 16 septembre 2016         | Centeotl, dieu aztèque du maïs                                                  |
| Cerealia Facula   | Facula   | 14       | 19.7               | 239.6               | 26 novembre 2016          | Festival romain de Cérès                                                        |
| Chaminuka         | Cratère  | 120      | -58.93             | 131.73              | 15 octobre 2015           | Chaminuka, esprit shona des pluies                                              |
| Coniraya          | Cratère  | 136.12   | 39.86              | 65.51               | 3 juillet 2015            | Coniraya, dieu inca du système de l'agriculture en terrasses et de l'irrigation |
| Consus            | Cratère  | 64       | -20.7              | 200.5               | 25 mars 2015              | Consus, dieu romain surveillant les moissons                                    |
| Cosecha Tholus    | Tholus   | 50       | 42.15              | 10.38               | 22 août 2016              | Festival colombien des récoltes                                                 |
| Cozobi            | Cratère  | 24       | 45.33              | 287.31              | 4 décembre 2015           | Cozobi, dieu zapotèque du maïs                                                  |
| Dada              | Cratère  | 12       | 58.63              | 336.76              | 4 décembre 2015           | Dada, dieu nigérian des légumes                                                 |
| Dalien Mons       | Mons     | 20       | -10.48             | 316.2               | 14 décembre 2015          | Bon Dalien, Festival khmèr                                                      |
| Dantu (en)        | Cratère  | 124.62   | 24.21              | 137.43              | 3 juillet 2015            | Dantu, dieu ghanéen associé à la plantation du maïs                             |
| Darzamat          | Cratère  | 94       | -44.56             | 76.05               | 15 octobre 2015           | Darzamat, esprit letton mère des jardins                                        |
| Datan             | Cratère  | 60       | 59.68              | 252.09              | 21 septembre 2015         | Datan, dieu polonais du labourage du sol                                        |
| Doliku            | Cratère  | 15       | -40.79             | 5.88                | 14 décembre 2015          | Doliku, dieu béninois des champs                                                |
| Duginavi          | Cratère  | 155      | 39.2               | 4.29                | 16 septembre 2016         | Duginavi, dieu kogi de l'agriculture                                            |
| Ernutet           | Cratère  | 57       | 53.04              | 45.39               | 21 septembre 2015         | Ernutet, déesse égyptienne de la récolte                                        |
| Ezinu (en)        | Cratère  | 119.93   | 43.15              | 195.43              | 3 juillet 2015            | Ezinu, déesse sumérienne du grain                                               |
| Fejokoo           | Cratère  | 70.4     | 28.97              | 311.84              | 3 juillet 2015            | Fejooko, déesse igbo de l'igname                                                |
| Fluusa            | Cratère  | 58       | -31.71             | 177.85              | 15 octobre 2015           | Fluusa, déesse osque des fleurs                                                 |
| Gaue              | Cratère  | 84.05    | 30.99              | 85.77               | 3 juillet 2015            | Gaue, déesse germanique liée au seigle                                          |
| Gerber Catena     | Catena   | 100      | -38.91             | 215.41              | 15 octobre 2015           | Festival oudmourte                                                              |
| Geshtin           | Cratère  | 77       | 57.04              | 259.21              | 21 septembre 2015         | Geshtin, déesse sumérienne et babylonienne de la vigne                          |
| Ghanan            | Cratère  | 70       | 76.68              | 28.95               | 21 septembre 2015         | Ghanan, dieu maya du maïs                                                       |
| Hakumyi           | Cratère  | 29.2     | 51.42              | 27.75               | 16 septembre 2016         | Hakumyi, esprit du jardinage du Paraguay, du Brésil et de la Bolivie            |
| Hamori            | Cratère  | 60       | -61.13             | 78.82               | 15 octobre 2015           | Hamori, dieu japonais des feuilles d'arbre                                      |
| Hanami Planum     | Planum   | 555      | 15                 | 230                 | 20 juin 2016              | Festival japonais de la fleur de cerisier                                       |
| Hatipowa          | Cratère  | 40       | -16.08             | 357.71              | 16 septembre 2016         | Hatipowa, dieu indien de l'agriculture                                          |
| Haulani           | Cratère  | 31.52    | 5.34               | 10.58               | 3 juillet 2015            | Haulani, déesse hawaïenne de la végétation                                      |
| Heneb             | Cratère  | 41       | 10.87              | 190.75              | 1er octobre 2015          | Heneb, dieu égyptien des grains et des vignobles                                |
| Homshuk           | Cratère  | 68       | 11.16              | 93.75               | 1er octobre 2015          | Homshuk, esprit popoluca du maïs au Mexique                                     |
| Hosil Tholus      | Tholus   | 31       | 43.31              | 320.71              | 22 août 2016              | Festival ouzbek pour la récolte de coton                                        |
| Ialonus           | Cratère  | 16.5     | 48.15              | 168.53              | 16 septembre 2016         | Ialonus, dieu britannique des champs cultivés et des prairies                   |
| Ikapati           | Cratère  | 50       | 33.93              | 45.3                | 21 septembre 2015         | Ikapati, déesse philippine des terres cultivées                                 |
| Inamahari         | Cratère  | 76       | 14.29              | 88.57               | 1er octobre 2015          | Inamahari, couple de divinités sioux du succès des plantations                  |
| Insitor           | Cratère  | 26       | -10.71             | 124.87              | 14 décembre 2015          | Insitor, dieu romain de l'ensemencement                                         |
| Jaja              | Cratère  | 21       | 52.19              | 124.68              | 21 septembre 2015         | Jaja, déesse abkhaze des récoltes                                               |
| Jarimba           | Cratère  | 69       | -24.52             | 21.12               | 15 octobre 2015           | Jarimba, dieu arrernte des fleurs et fruits                                     |
| Jarovit           | Cratère  | 66       | 67.72              | 285.31              | 21 septembre 2015         | Jarovit, dieu slave de fertilité et des récoltes                                |
| Juling            | Cratère  | 20       | -35.9              | 168.48              | 4 décembre 2015           | Juling, dieu Mah Meri des cultures                                              |
| Junina Catenae    | Catena   | 263      | 26.05              | 214.94              | 20 juin 2016              | Festival brésilien                                                              |
| Kaikara           | Cratère  | 72       | 42.82              | 222.43              | 4 décembre 2015           | Kaikara, déesse konjo et nyoro des récoltes                                     |
| Kait              | Cratère  | 0.4      | -2.26              | 0                   | 24 juillet 2015           | Kait, déesse de hatti des grains                                                |
| Kerwan            | Cratère  | 283.88   | -11.47             | 122.58              | 3 juillet 2015            | Kerwan, esprit hopi lié au maïs                                                 |
| Kiriamma          | Cratère  | 18.7     | 50.32              | 126.33              | 16 septembre 2016         | Kiriamma, déesse vedda fournisseuse de nourriture                               |
| Kirnis            | Cratère  | 114.65   | 5.16               | 264.03              | 3 juillet 2015            | Kirnis, esprit lituanien gardien des cerisiers                                  |
| Kondos            | Cratère  | 43.5     | -19.53             | 16.85               | 1er octobre 2015          | Kondos, dieu finnois de l'agriculture                                           |
| Kumitoga          | Cratère  | 98       | -10                | 178.52              | 1er octobre 2015          | Rao, dieu polynésien des plantes                                                |
| Kupalo            | Cratère  | 26       | -39.44             | 173.2               | 4 décembre 2015           | Kupalo, dieu russe de la végétation et des récoltes                             |
| Kwanzaa Tholus    | Tholus   | 48       | 32.06              | 326.68              | 22 août 2016              | Festival afro-américain des récoltes                                            |
| Laukumate         | Cratère  | 29.7     | 65.03              | 159.42              | 16 septembre 2016         | Laukumate, esprit letton mère des champs                                        |
| Liber             | Cratère  | 23       | 42.64              | 37.54               | 21 septembre 2015         | Liber, dieu romain d'agriculture                                                |
| Liberalia Mons    | Mons     | 90       | 6.02               | 311.01              | 14 décembre 2015          | Festival romain des vignes                                                      |
| Lociyo            | Cratère  | 37.8     | -6.53              | 228.83              | 20 juin 2016              | Lociyo, dieu zapotèque du piment                                                |
| Lono              | Cratère  | 20       | -36.97             | 304.07              | 15 octobre 2015           | Lono, dieu hawaïenne de l'agriculture                                           |
| Meanderi          | Cratère  | 103      | -40.98             | 193.66              | 15 octobre 2015           | Meanderi, dieu ngaing du taro                                                   |
| Megwomets         | Cratère  | 78.7     | 36.54              | 146.22              | 16 septembre 2016         | Megwomets, dieu nain yurok des glands et distributeur de l'abondance végétale   |
| Messor            | Cratère  | 40       | 49.93              | 233.73              | 4 décembre 2015           | Messor, dieu romain de la moisson                                               |
| Mikeli Tholus     | Tholus   | 37       | 38.62              | 293.38              | 22 août 2016              | Festival letton des récoltes.                                                   |
| Mondamin          | Cratère  | 128      | -62.67             | 352.68              | 15 octobre 2015           | Mondamin, dieu ojibwé de maïs                                                   |
| Nawish            | Cratère  | 79.29    | 18.46              | 193.83              | 3 juillet 2015            | Nawish, dieu acoma gardien des champs                                           |
| Niman Rupes       | Rupes    | 45       | -29.01             | 59.91               | 15 octobre 2015           | Rituel hopi lors de la floraison                                                |
| Occator           | Cratère  | 91.99    | 19.86              | 238.85              | 3 juillet 2015            | Occator, dieu romain du hersage (action de briser les mottes)                   |
| Omonga            | Cratère  | 77       | 58.12              | 71.89               | 21 septembre 2015         | Omonga, esprit du riz mori qui demeure dans la lune                             |
| Oxo               | Cratère  | 15       | 42.07              | 359.7               | 21 septembre 2015         | Oxo, dieu afro-brésilien d'origine yoruba de l'agriculture                      |
| Piuku             | Cratère  | 31       | -15.51             | 36.56               | 1er octobre 2015          | Piuku, dieu caraïbe du manioc                                                   |
| Rao               | Cratère  | 12       | 8.24               | 118.65              | 1er octobre 2015          | Rao, dieu polynésien du curcuma                                                 |
| Rongo             | Cratère  | 68.35    | 3.3                | 348.28              | 3 juillet 2015            | Rongo, dieu de l'agriculture maori                                              |
| Samhain Catena    | Catena   | 168      | -22.72             | 219.45              | 1er octobre 2015          | Festival gaélique                                                               |
| Shakaema          | Cratère  | 49       | -3.64              | 33.49               | 1er octobre 2015          | Shakaema, dieu shuar de la culture des bananes                                  |
| Sintana           | Cratère  | 60.89    | -48.09             | 45.65               | 3 juillet 2015            | Sintana, dieu kogi produisant la terre noire fertile                            |
| Tahu              | Cratère  | 25       | -6.78              | 44.53               | 1er octobre 2015          | Tahu, dieu maori de la nourriture                                               |
| Takel             | Cratère  | 21       | 50.89              | 280.39              | 21 septembre 2015         | Takel, déesse malaise de la récolte des tubercules                              |
| Tibong            | Cratère  | 37       | -30.08             | 352.09              | 15 octobre 2015           | Tibong, esprit malveillant dayak qui dévore le riz                              |
| Toharu            | Cratère  | 87.35    | -48.67             | 155.29              | 3 juillet 2015            | Toharu, dieu pani de la nourriture et de la végétation                          |
| Tupo              | Cratère  | 37       | -32.71             | 88.05               | 15 octobre 2015           | Tupo, dieu polynésien du curcuma                                                |
| Urvara (en)       | Cratère  | 163.23   | -45.66             | 248.71              | 11 juillet 2015           | Urvara, divinité indienne et iranienne des plantes et des champs                |
| Vendimia Planitia | Planitia | 750      | 23                 | 135                 | 25 mars 2016              | Festival de récolte du raisin à Mendoza                                         |
| Victa             | Cratère  | 30       | 36.29              | 300.91              | 21 septembre 2015         | Victa, déesse romaine de nourriture et d'alimentation                           |
| Vinotonus         | Cratère  | 140      | 42.93              | 94.85               | 21 septembre 2015         | Vinotonus, dieu britannique des vignes                                          |
| Yalode            | Cratère  | 271      | -42.23             | 290.64              | 3 juillet 2015            | Yalode, déesse dahomey liée aux récoltes                                        |
| Ysolo Mons        | Mons     | 20       | 85                 | 9                   | 21 septembre 2015         | Festival albanais marquant le premier jour de la récolte d'aubergine            |
| Zadeni (en)       | Cratère  | 129.23   | -70.71             | 37.9                | 3 juillet 2015            | Zadeni, dieu géorgien des récoltes abondantes                                   |